# Кителя
Ки́теля (карел. Kidelä, фин. Kiitelä) — деревня в Питкярантском районе Республики Карелия. Входила в упразднённое в 2023 году Импилахтинское сельское поселение.

## Общие сведения
Деревня находится в 12 км к северо-западу по автодороге от города Питкяранта.
В деревне находилась не сохранившаяся до нашего времени православная церковь.
Недалеко от деревни находится Кительское месторождение альмандинов.
В 1960-х годах в окрестностях деревни выявлено цинково-оловянное месторождение. Общие запасы цинково-оловянной руды оцениваются в 3,15 млн тонн, олова — 10,7 тыс. тонн, цинка — 9,4 тыс. тонн. По степени промышленной значимости месторождение относится к резервным.
Вблизи деревни находился ликвидированный остановочный пункт, называвшийся также «платформа 42 км», железнодорожной линии Янисъярви — Лодейное Поле.

## Население
| 2002 | 2009 | 2010 | 2013 |
| ---- | ---- | ---- | ---- |
| 0    | →0   | →0   | ↗1   |